# Torrent de la Font Fresca
El Torrent de la Font Fresca és un corrent fluvial de la comarca de l'Alt Penedès, que desemboca al torrent del Salt.